# 符曾
符曾（1688年—1764年），字幼鲁，号药林，浙江钱塘（今杭州）人。清朝官员，工诗。

## 生平
生于康熙二十七年（1688年），乾隆十二年（1747年）薦舉博学鸿词科，因父丧而未赴考。後由大理卿汪瀧推薦，官至户部郎中。與厲鶚為龆齔相交。喜歡吟詩，至老不衰，“气和而色淡，志迫而神清”，“当其至处，几几欲登白石之堂而夺其席”。乾隆二十五年中風，乾隆二十九年（1764年）患下痢而卒。有《春见小稿》、《赏雨前屋小稿》。又與鄉人沈嘉辙、吴排、陈芝光、赵里、厲鶚、赵信等合辑《南宁杂事诗》七卷。